# Добжинево-Дуже
Добжинево-Дуже (пол. Dobrzyniewo Duże) — село в Польщі, у гміні Добжинево-Дуже Білостоцького повіту Підляського воєводства.
Населення — 1373 особи (2011).
У 1975-1998 роках село належало до Білостоцького воєводства.

## Демографія
Демографічна структура станом на 31 березня 2011 року:
|          | Загалом | Допрацездатний вік | Працездатний вік | Постпрацездатний вік |
| -------- | ------- | ------------------ | ---------------- | -------------------- |
| Чоловіки | 662     | 154                | 454              | 54                   |
| Жінки    | 711     | 164                | 426              | 121                  |
| Разом    | 1373    | 318                | 880              | 175                  |